# اختبار كبت الكابتوبريل
اختبار كبت الكابتوبريل (اختصارًا CST) هو اختبارٌ طبيٌ غير باضعٍ يستخدم لقياس مستويات الألدوستيرون في بلازما الدم. يُكبت (أو يُثبط) إنتاج الألدوستيرون بواسطة الكابتوبريل عبر نظام الرينين-أنجيوتنسين. تُساعد نتائج هذا الاختبار في تشخيص الألدوستيرونية الأوليَّة (متلازمة كون).